# 주건 (의사)
주건은 대한민국의 신경과 의사이며 2010년 유한의학상을 수상하였다.